# Pont Saint-Christophe
Le pont Saint-Christophe est un pont enjambant le Scorff et reliant Lanester à Lorient.

## Histoire

### Franchissement du Scorff par bac
La zone entourant l'actuel pont Saint-Christophe connaît la création de plusieurs aménagements dès la fin du Moyen Âge.
Sur la rive droite du Scorff, dépendant de la paroisse de Ploemeur, le château de Trefaven est habité dès 1320 et connaît une rénovation en 1484, et la chapelle Saint-Christophe est elle construite au XVe siècle.
Sur la rive gauche, dépendant de la paroisse de Caudan, un oratoire est construit par des Espagnols alliés au duc de Mercœur à la suite de l'occupation de la Citadelle de Port-Louis de 1590 à 1598.
Une population s'est établie à cet endroit, qui prend le nom de Kerentrech, c'est-à-dire étymologiquement le « village de la traversée, du passage », et la présence de passeurs est attestée, mais ce n'est qu'avec la création de Lorient en 1666 que les réseaux de transport sont amenés à évoluer.
Le bac situé à proximité immédiate de l'actuel pont est en fonction jusqu'au 10 mars 1823, date de la mise en fonction du premier pont. Son exploitation à partir de la Révolution française est attribuée par adjudications, et elle rapporte au département presque autant que celles des 18 autres bacs du département.
Les deux autres bacs en service dans le voisinage sont :
- le bac du Blanc, actif tout au long du XIXe siècle en aval de l'emplacement de l'actuel pont de chemin de fer[4];
- le bac du Sac'h-Queven, actif jusqu'au 9 mai 1840 en amont de l'emplacement de l'actuel pont de Locoyarn de la route nationale 165[5].

### Premier pont
Peu de temps avant la Révolution, des projets de pont sont étudiés. Le prince de Rohan en retient un en 1781 à la condition de pouvoir y instituer un droit de péage, mais le projet est abandonné.
La question du pont réapparaît en 1789 dans les cahiers de doléances à Lorient comme à Hennebont et, dès 1790, différents projets sont présentés au district d'Hennebont, sans succès.
Le maire de Lorient relance la question en décembre 1807 et, dès 1808, des plans et un devis de 880 000 francs pour un pont-barrage sont proposés. L'ensemble est ramené à 475 000 francs deux ans plus tard et comporte un pont de trois arches fermées par des portes d'èbe. La réalisation de ce pont est adoptée. Les travaux commencent en décembre 1810. Cependant, plusieurs retards s'accumulent. Des problèmes financiers à partir de 1812 obligent le constructeur à réduire le nombre d'ouvriers. En 1816, la Marine nationale fait arrêter les travaux, craignant un envasement du port militaire situé en aval. Les plans sont revus : les portes d'èbe sont supprimées ; en décembre 1818, un nouveau constructeur est désigné. Le pont parvient à être mis en service en 1823 .
Un droit de péage est octroyé en avril 1819 pour une durée de 18 ans suivant la mise en service du pont, soit jusqu'au 1er janvier 1841.
L’effondrement de plusieurs travées oblige à fermer l'ouvrage en janvier 1842.

### Second pont

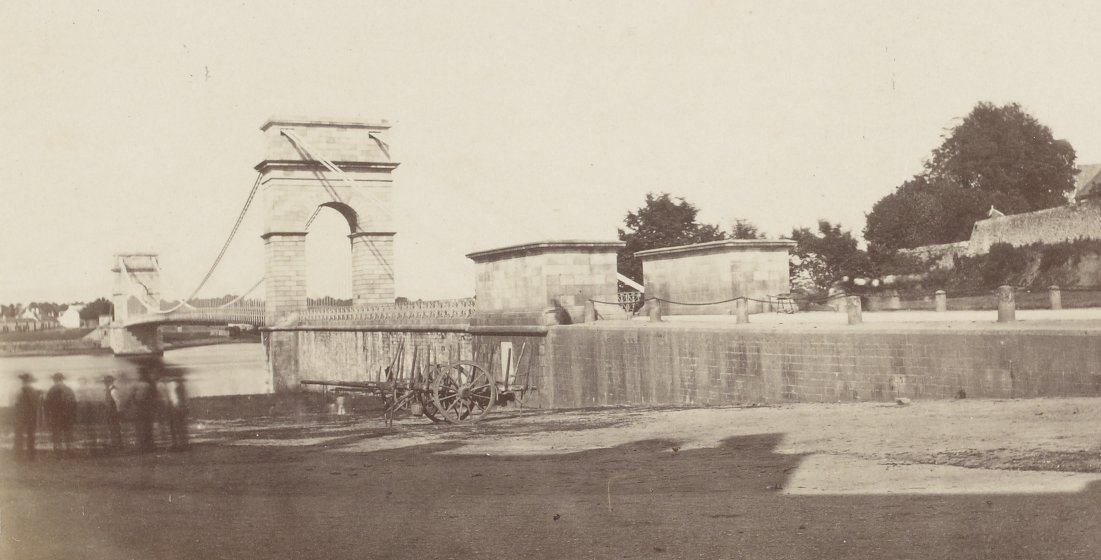
Pont Saint-Christophe en 1866.

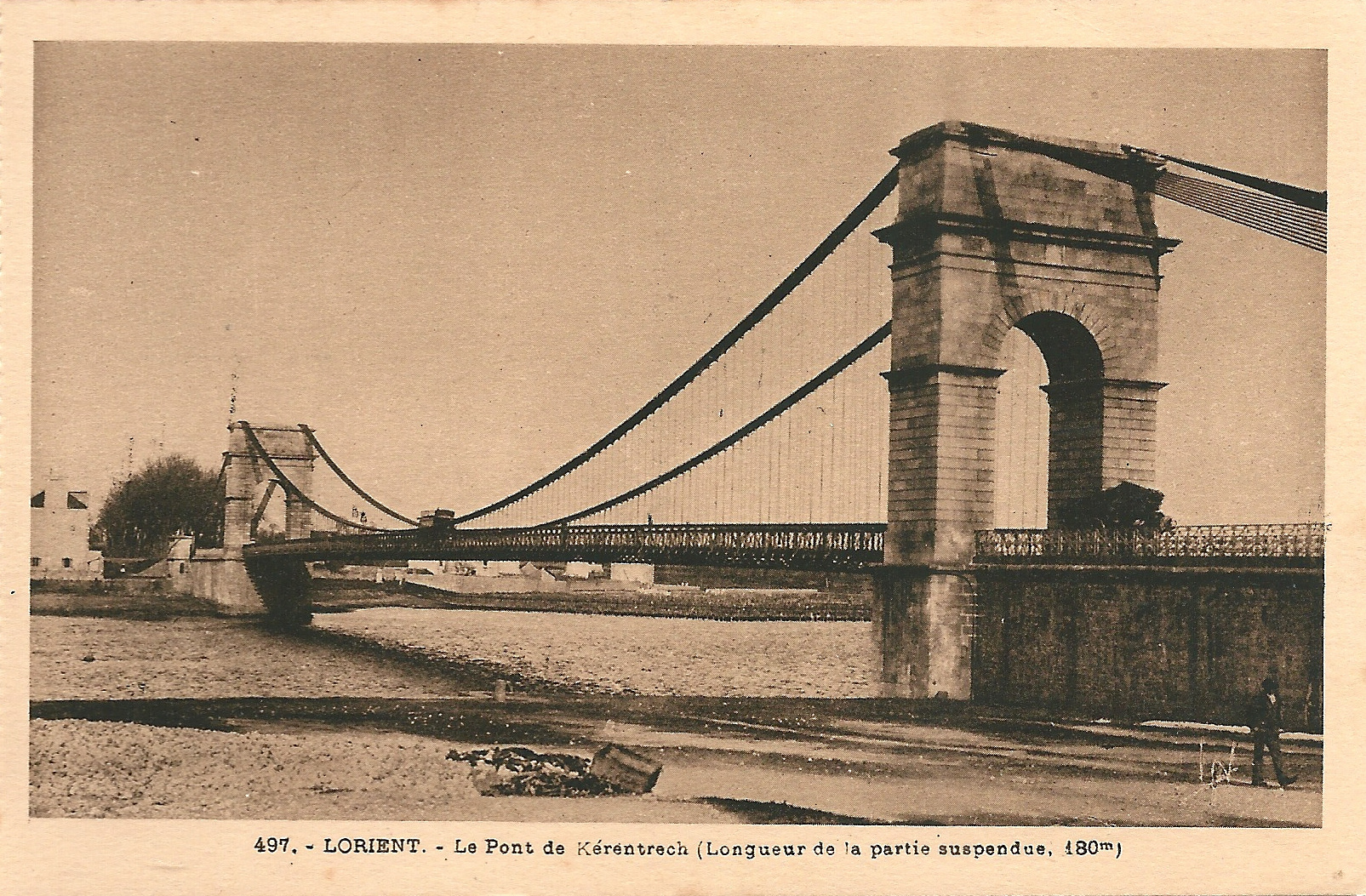
Le tramway sur le pont Saint-Christophe.

Au début de l'année 1843, plusieurs projets sont étudiés pour remplacer le premier pont et c'est finalement l'option d'un pont suspendu qui est retenue. L'adjudication pour les travaux de maçonnerie est remportée par une entreprise de Pontivy pour 198 000 francs le 6 novembre 1843, et celle pour les travaux de la travée suspendue est attribuée pour 197 000 francs le 5 mars 1845. La pose de la première pierre a lieu le 4 septembre 1843 en présence du duc de Nemours, et l'inauguration se fait le 18 novembre 1847.
La structure connaît plusieurs travaux d’entretien majeur pendant son existence. La charpente du pont doit être refaite en 1863. Vingt ans plus tard, le platelage en sapin est remplacé par du bois d'orme. En 1934-1935, ce sont les poutrelles soutenant le platelage, jusqu'alors en bois, qui sont remplacées par des poutrelles en fer.
Plusieurs adaptations à l'évolution des moyens de transport sont engagées. Le début de l'activité du tramway de Lorient impose de renforcer la structure, et dix nouveaux câbles sont rajoutés pour permettre son passage à partir du 1er mai 1902.
En 1933, la municipalité envisage de supprimer les trottoirs piétonniers afin d'élargir la chaussée, mais le projet est abandonné.
Le vieillissement de la structure impose une limitation progressive du poids des véhicules l'empruntant. La première intervient en 1934 à 4 tonnes par essieu puis, en 1946, la limitation passe à 12 tonnes (?), puis à 12 tonnes en 1956 (?). Le pont est par ailleurs endommagé lors des bombardements de janvier-février 1943. Il est finalement détruit lors de l'avènement de l'actuel pont.
A un kilomètre en amont du viaduc de la RN165-E60 ouvert en 1977 et doublé en 2006, un pont temporaire en bois fut construit par l'occupant durant la Seconde Guerre mondiale. Au lieu-dit Le Roze, ses vestiges apparaissent à marée basse sur le Scorff. Ils sont visibles aussi sur les photos aériennes du site géoportail.fr, prises en 1950 à proximité du lieu-dit "le pont brûlé" situé sur la rive droite du Scorff. Ce pont en bois fut utilisé par les civils pendant l’occupation pour aller de Caudan à Quéven et vice-versa. Il fut brûlé début août 1944 par les Allemands eux-mêmes afin de protéger leur retraite vers Lorient.

### Troisième pont
Les études portant sur le remplacement du second pont commencent en 1933 lorsque le conseil municipal de Lorient le décide, suivi par la Chambre de commerce et d'industrie du Morbihan le 18 avril 1934. Ceci aboutit le 18 octobre 1934 à la mise à l'étude par le conseil général du Morbihan d'un tel ouvrage à proximité du pont de chemin de fer, à l'emplacement de l'actuel pont des Indes, devant permettre de soulager le trafic du pont Saint-Christophe, mais les choses en restent là.
Après-guerre, le pont, bien qu'endommagé, reste utilisable après quelques réparations, et son remplacement n'est pas jugé prioritaire alors que la ville de Lorient doit être reconstruite. La CCI du Morbihan demande cependant son remplacement le 14 juin 1950, en même temps que l'ouverture d'un pont plus en aval de façon à faciliter les relations avec Riantec, Port-Louis, et Plouhinec. La construction du nouveau pont est obtenue. Le marché est attribué le 7 décembre 1955. Les travaux sont achevés en 1960 et le pont inauguré le 15 novembre 1960 en présence du ministre des transports Robert Buron.

### Localisation

Le pont dans le réseau de transport de la région de Lorient.

## Caractéristiques

### Architecture
Le pont a une portée de 219 mètres. Sa largeur est de 15 m.

## Sources